# エンテロビブリオ属
エンテロビブリオ属はグラム陰性の非芽胞通性嫌気性桿菌。極鞭毛を有し運動性がある。ビブリオ科に属し、基準種はエンテロビブリオ・ノルベギクス。名称は腸のビブリオ属を意味する。GC含量は約47から48。
魚の腸内から発見された好塩性の細菌でデキストリンやN-アセチルグルコサミンなどを利用する。カタラーゼ陽性、オキシダーゼ陽性。フォーゲス・プロスカウエル反応陰性で、硝酸還元能力はない。